# Cynofobi
Cynofobi er en angst for hunde.
Personer med cynofobi har ofte haft en skrækkelig oplevelse med hunde i sin barndom, f.eks. at han eller hun blev overfaldet eller blev bidt af en hund.
Denne fobi er lige så almindelig i Danmark som araknofobi (edderkoppefrygt)[kilde mangler]
Typisk er det børn og unge, der går fuldstændig i panik og prøver skjule sig eller blot flygte, imens en voksen kan tage det stille og roligt.